# Rivière Escuminac
Pour les articles homonymes, voir Escuminac.
La rivière Escuminac traverse la municipalité régionale de comté (MRC) d'Avignon, dans la région administrative de Gaspésie–Îles-de-la-Madeleine, au Québec, au Canada. La rivière Escuminac traverse les territoires municipaux de :
- Rivière-Nouvelle, un territoire non organisé : cantons de Fauvel et de Vallée ;
- Pointe-à-la-Croix, une municipalité : canton de Mann ;
- Escuminac (Québec), une municipalité : canton de Nouvelle.

Sur les cinq derniers kilomètres de son cours, la petite vallée de la rivière Escuminac s'élargit en formant une plaine verdoyante, où l'agriculture a été pratiquée par les premiers habitants de la municipalité d'Escuminac, aménagée sur la rive Nord de la baie d'Escuminac, près de la confluence de la rivière.
La rivière Escuminac est un affluent de la rive Nord de la baie d'Escuminac situé à la confluence de la rivière Ristigouche ; cette baie s'ouvre vers l'Est sur La Baie-des-Chaleurs. Cette dernière s'ouvre à son tour vers l'Est dans le Golfe du Saint-Laurent.
Le bassin versant inférieur de la rivière Escuminac est accessible par le chemin d'Escuminac Nord-Est qui longe la rivière Escuminac, à partir de la route 132 (boulevard Perron) ; ou soit par le chemin d'Escuminac Nord-Ouest, jusqu'au hameau Escuminac-Nord. À partir de la "fourche à Cellard", la partie supérieure de la rivière est accessible par des routes forestières dont l'une longe la partie inférieure et intermédiaire de la rivière Escuminac Nord (Québec).

## Géographie
La rivière Escuminac prend sa source de ruisseaux de montagne à 515 m d'altitude dans le canton de Fauvel, dans le territoire non organisé Rivière-Nouvelle. Cette source est située à :
- 2,6 km à l'Ouest de la limite du canton de Vallée ;
- 33,1 km au Nord-Ouest de la confluence de la rivière Escuminac.

La rivière Escuminac coule vers le Sud-Est, du côté Est de la rivière Assemetquagan, ainsi que du côté Ouest de la rivière Nouvelle et de la Petite rivière Nouvelle.
À partir de sa source, le cours de la rivière coule sur 44,6 km selon les segments suivants :
Cours supérieur de la rivière (segment de 22,5 km)
- 5,6 km vers le Sud, jusqu'à un ruisseau (venant du Nord-Est) ;
- 1,8 km vers le Sud, jusqu'au ruisseau Rachel (venant de l'Est) ;
- 2,3 km vers le Sud, jusqu'au ruisseau Patrica (venant du Nord) ;
- 2,8 km vers le Sud, jusqu'à la confluence du "Ravin de la Rivière du Loup" ;
- 0,8 km vers le Sud-Est, jusqu'au ruisseau Big (venant de l'Ouest) ;
- 4,0 km vers le Sud-Ouest, jusqu'à la limite du canton de Vallée ;
- 0,5 km vers le Sud dans le canton de Vallée, jusqu'au ruisseau Falls (venant du Nord-Est) ;
- 0,6 km vers le Sud-Ouest, jusqu'à la limite du canton de Mann ;
- 1,5 km vers le Sud dans le canton de Mann, jusqu'au ruisseau de la coulée Hells (venant du Sud-Ouest) ;
- 2,6 km vers le Sud-Est, jusqu'au ruisseau de la coulée Quinn (venant du Sud-Ouest) ;

Cours inférieur de la rivière (segment de 24,1 km)
- 2,8 km vers le Nord-Est, jusqu'au ruisseau Burnt Land (venant du Nord) ;
- 3,8 km vers le Sud-Est, jusqu'au ruisseau Dawson (venant du Sud-Ouest) ;
- 5,0 km vers l'Est, jusqu'au ruisseau de la coulée Cassidy (venant du Sud) ;
- 1,5 km vers l'Est, jusqu'à la limite du canton de Nouvelle (municipalité de Escuminac) ;
- 1,0 km vers le Nord-Est, jusqu'à la confluence de la rivière Escuminac Nord (Québec) (venant du Nord-Ouest) ;
- 2,2 km vers l'Est, jusqu'à la confluence du ruisseau de La Garde (venant du Nord) ;
- 2,3 km vers le Sud-Est, jusqu'au pont routier du hameau Escuminac-Nord ;
- 4,3 km vers le Sud-Est, jusqu'au pont routier ;
- 0,8 km vers le Sud, jusqu'à la route 132 ;
- 0,4 km vers le Sud, en passant sous le pont ferroviaire du Canadien National, jusqu'à la confluence de la rivière[2].

La rivière Escuminac se déverse dans une petite baie sur la rive Nord de la baie d'Escuminac, située à la confluence de la rivière Ristigouche. À marée basse, le grès à la confluence de la rivière Escuminac s'étend jusqu'à 1,8 km dans la baie d'Escuminac.
La confluence de la rivière Escuminac est située à :
- 15,2 km au Nord-Est de la Pointe aux Corbeaux, soit à l'extrémité Est de la péninsule de Miguasha qui s'avance vers l'Est dans La Baie-des-Chaleurs ;
- 7,1 km au Nord de la rive Nord du Nouveau-Brunswick ;
- 19,1 km au Nord-Est du pont enjambant la rivière Ristigouche pour relier la ville de Campbellton (au Nouveau-Brunswick) et le village de Pointe-à-la-Croix (au Québec).

## Toponymie
Les Micmacs désignent ce cours d'eau "rivière Nipitua'qaneg", signifiant "lieu touffu" ou "où l'on tire au vol".
En 1815, l'arpenteur Bouchette désignait ce cours d'eau «Semenac R». Sur une carte de 1845, le mont est indiqué «Mt. Scaumenac». La forme actuelle a été approuvée en 1918 par la Commission de géographie.
Le toponyme "rivière Escuminac" a été officialisé le 5 décembre 1968 à la Commission de toponymie du Québec